# Караљо
Караљо (итал. Caraglio) је насеље у Италији у округу Кунео, региону Пијемонт.
Према процени из 2011. у насељу је живело 4267 становника. Насеље се налази на надморској висини од 581 м.

## Становништво
| 1936. | 1951. | 1961. | 1971. | 1981. | 1991. | 2001. | 2011. |
| ----- | ----- | ----- | ----- | ----- | ----- | ----- | ----- |
| 5.535 | 5.541 | 5.097 | 5.203 | 5.554 | 5.721 | 6.215 | 6.755 |